# Montagnes russes de motos

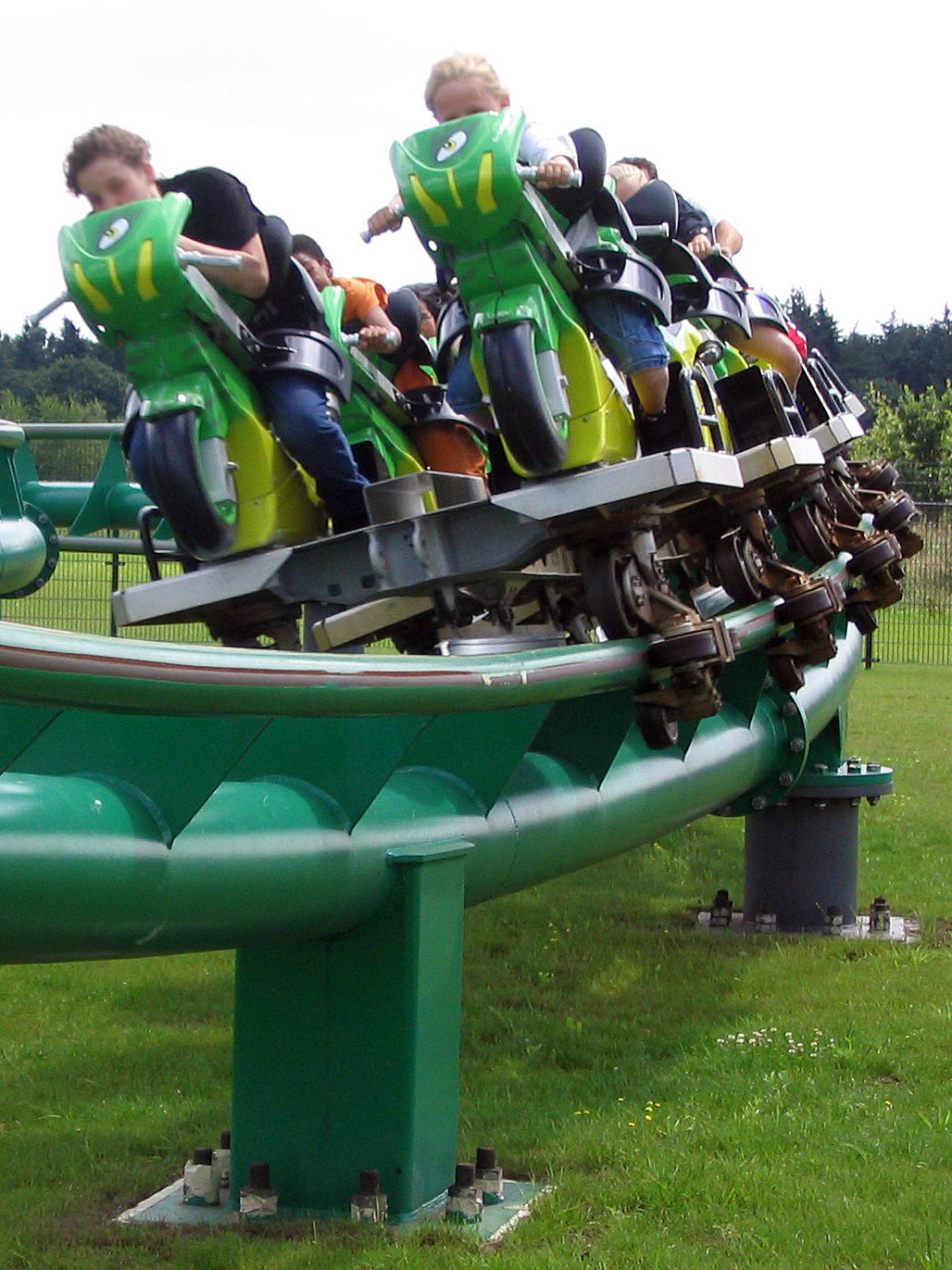
Booster Bike à Toverland.

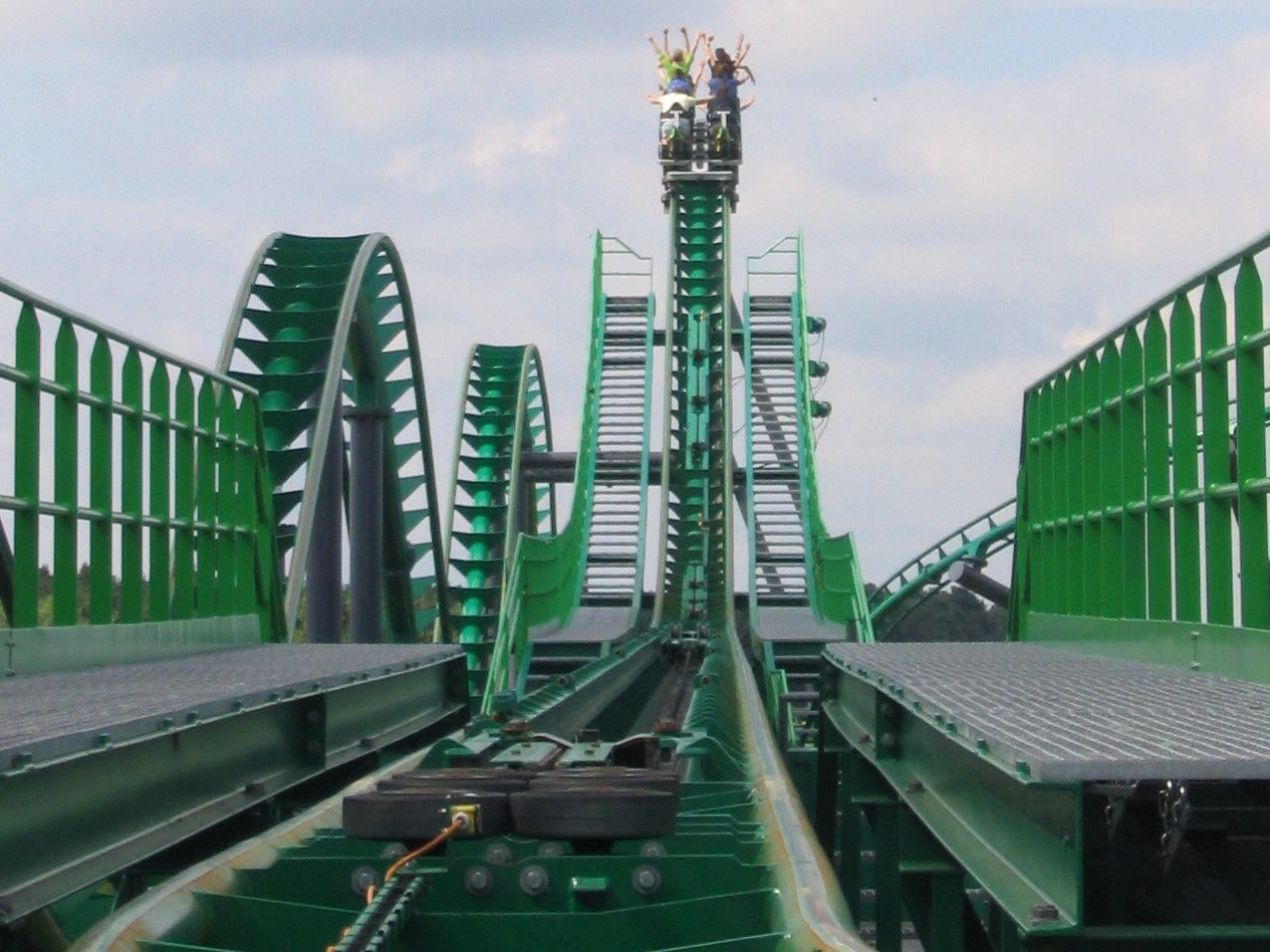
Voie de lancement

Les montagnes russes de motos sont un type de montagnes russes où les passagers sont invités à parcourir le circuit au guidon d'un carénage de motos placé sur les rails. Vekoma est la première compagnie à avoir proposé ce modèle. D’autres, tels que Intamin, Arrow Dynamics et Zamperla, ont également développé leurs propres versions de l'attraction.

## Concept et mise en application
La version de Vekoma est constituée de neuf plateformes comportant chacune deux motos. Les passagers doivent chevaucher leurs véhicules et sont invités à prendre une posture qui imite celle des motards en pleine course, inclinés vers l'avant. Une protection maintient le dos et les jambes.
Après le départ de la gare, le train arrive sur une zone en ligne droite de laquelle il va être projeté par un système hydraulique (sur certains modèles, ce lancement se fait par un système de câble tendu). Le train suit ensuite un parcours de larges courbes inclinées imitant une course de moto.
Les premières montagnes russes de ce type sont Booster Bike, à Toverland. Elles ont ouvert en 2004.